# Cymatopacha obscura
Cymatopacha obscura är en fjärilsart som beskrevs av Aurivillius 1921. Cymatopacha obscura ingår i släktet Cymatopacha och familjen ädelspinnare. Inga underarter finns listade i Catalogue of Life.